# Potens
En potens kallas ett uttryck {\displaystyle a^{b}} där a kallas basen och b kallas exponenten och utläses "a upphöjt till b". Operationen att "upphöja" kallas exponentiering.
I grafräknare och i datorsammanhang brukar man uttrycka potenser som a^b där a är basen och b är exponenten.

## Exempel
Uttrycket {\displaystyle 4^{5}} är en potens och utläses "4 upphöjt till 5" där 4 är basen och 5 är en exponent.
{\displaystyle 4^{5}} betyder exakt samma sak som 4 · 4 · 4 · 4 · 4. Alltså, fem stycken fyror gånger varandra vilket är lika med 1024.

## Definitioner

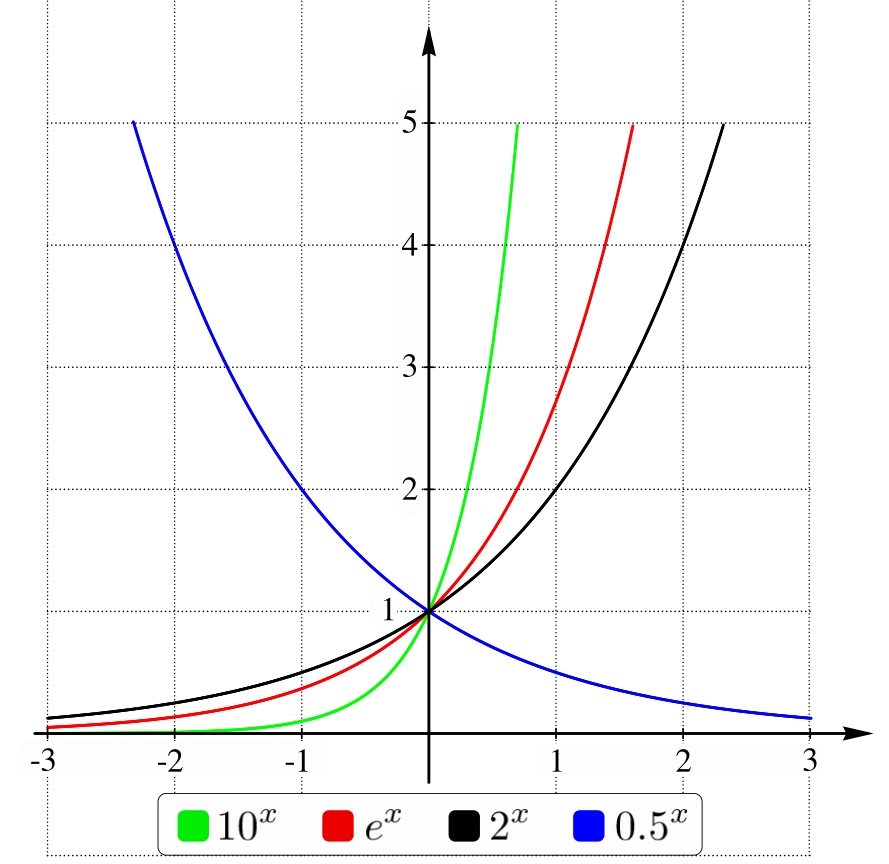
Grafer för y = b^{x} för olika baser b: 10^{x}, e^{x}, 2^{x} och 0,5^{x}. Varje kurva passerar genom punkten (0, 1). Vid x = 1, är värdet av y lika med basen därför att varje tal upphöjt till 1 är talet självt

I sin enklaste form (som tidigare kallades dignitet)
definieras potenser som resultatet av upprepad multiplikation.
Exempelvis, 43 (utläses 4 upphöjt till 3) blir 4 · 4 · 4 = 64. Mer allmänt gäller:
{\displaystyle b^{n}=\underbrace {b\times \cdots \times b} _{n}}
I denna definition förutsätts att exponenten är ett positivt heltal.

### Potenslagarna
Ur definitionen av potenser med positiva tal som heltalsexponent, kan potenslagarna härledas:
- {\displaystyle {(x\cdot y)}^{n}=x^{n}\cdot y^{n}}

- {\displaystyle {\left({x \over y}\right)^{m}}={x^{m} \over y^{m}}}

- {\displaystyle x^{m}\cdot x^{n}=x^{m+n}}

- {\displaystyle {x^{m} \over x^{n}}=x^{m-n},(x\neq 0)}

- {\displaystyle {(x^{m})}^{n}=x^{m\cdot n}}

Utgående från dessa lagar definieras sedan utvidgade betydelser av potens.

### Utvidgning till alla heltal
Med utgångspunkt i att potenslagarna skall gälla även när exponenten är ett negativt heltal, följer av den näst sista potenslagen ovan att
- a0 = 1 (om a ≠ 0) om m = n. Exempel: 20 = 1 (läs mer under tom produkt)
- a−n = 1 / an (om a ≠ 0)  om m < n. Exempel: 2−1 = 1/21 = 1/2 .

För a = 0 går det inte att ge en definition för ax annat än om x > 0. Speciellt hör uttrycket 00 till de odefinierbara uttrycken.

### Utvidgning för rationella exponenter
Genom att tillämpa den sista potenslagen kan även potenser med rationella exponenter beräknas, förutsatt att basen är större än noll. 
- x = a p/q (där a > 0) är det positiva tal x som uppfyller xq = ap eftersom  xq = (a p/q)q = ap/q ∙ q = ap .

Speciellt betecknas a1/2 som (kvadrat)roten ur a (skrives{\displaystyle {\sqrt {a}}}) och a1/3 som kubikroten ur a (skrives {\displaystyle {\sqrt[{3}]{a}}}).
Om basen är noll eller mindre, är potensen inte definierad, vilket beror på att om p är udda och q är jämnt går det inte att få likhet för negativa tal a. Udda rötter är däremot definierade för alla reella tal.

### Utvidgning för alla reella exponenter
Om exponenten är irrationell, det vill säga reell men inte rationell, utgår man från kontinuitetsprincipen:
Om x1<y<x2 så ska ax1<ay<ax2 gälla (där a>1), och genom att låta x2 − x1 bli allt mindre, bestäms ay som ett gränsvärde. (Om 0<a<1 gäller omvända olikheter.)

### Alternativ definition av exponentialfunktionen
Det är också möjligt att använda ax = ex ln a för att definiera potensfunktionen.
En sådan definition kan göras med exponentialfunktionens serieutveckling:
{\displaystyle e^{x}=\sum _{n=0}^{\infty }{\frac {x^{n}}{n!}}}
eller utgå ifrån en definition av den naturliga logaritmen:
{\displaystyle \ln(x)=\int _{1}^{x}{dt \over t}}

### Utvidgning för komplexa tal

#### Imaginära exponenter med basene
Ett komplext tal är ett uttryck av formen {\displaystyle z=x+iy}, där x och y är reella tal och i är den imaginära enheten, ett tal som satisfierar regeln {\displaystyle i^{2}=-1}.  Ett komplext tal kan åskådliggöras som en punkt i (x,y)-planet.  De polära koordinaterna för en punkt i (x,y)-planet består av det icke-negativa talet r och vinkeln θ sådana att x = r cos θ och y = r sin θ:
{\displaystyle x+iy=r(\cos \theta +i\sin \theta ).}
Produkten av två komplexa tal z1 = x1 + iy1, z2 = x2 + iy2 erhålls genom expansion av produkten av binomen och förenkling med hjälp av regeln {\displaystyle i^{2}=-1}:
{\displaystyle z_{1}z_{2}=(x_{1}+iy_{1})(x_{2}+iy_{2})=(x_{1}x_{2}-y_{1}y_{2})+i(x_{1}y_{2}+x_{2}y_{1}).}
Som en konsekvens av formler för trigonometriska vinkelsummor; om z1 och z2 har de polära koordinaterna (r1, θ1), (r2, θ2), så är deras produkt z1z2 i polära koordinater lika med (r1r2, θ1 + θ2).
Lösningarna till ekvationen ez = 1 är heltalsmultiplarna 2πi:
{\displaystyle \{z:e^{z}=1\}=\{2k\pi i:k\in \mathbb {Z} \}}
Mera generellt, om ev = w, så kan varje lösninig till ez = w erhållas genom addition av en heltalsmultipel 2πi till v:
{\displaystyle \{z:e^{z}=w\}=\{v+2k\pi i:k\in \mathbb {Z} \}}
Således är den komplexa exponentialfunktionen en periodisk funktion med perioden 2πi:
{\displaystyle e^{i\pi }=-1;\quad e^{x+iy}=e^{x}(\cos y+i\sin y)}.

## Mer om potensers egenskaper
Till skillnad från addition och multiplikation har operationen exponentiering nästan ingen av "de vanliga" algebraiska egenskaperna, som brukar användas för att förenkla räkningar. Av potenslagarna kan man utläsa, att exponentiering är högerdistributiv med avseende på multiplikation (det vill säga att (a · b)c = ac · bc); och operationen har det högerneutrala elementet 1 (eftersom a1 = a. Däremot är exponentiering inte vänsterdistributiv, och saknar vänsterneutralt element).
Exponentiering är inte heller kommutativ. Exempelvis är 2 + 3 = 5 = 3 + 2 och 2 · 3 = 6 = 3 · 2, eftersom addition och multiplikation är kommutativa operationer, men 23 = 8, vilket inte är detsamma som 32 = 9.
Exponentiering är inte heller associativ, till skillnad från addition och multiplikation. Exempelvis är
(2 + 3) + 4 = 2 + (3 + 4) = 9 och (2 · 3) · 4 = 2 · (3 · 4) = 24, men 23 upphöjt till 4 är 84 = 4 096, medan 2 upphöjt till 34 är 281 = 2 417 851 639 229 258 300 000 000. Observera att om man inte använder parenteser för att ändra prioriteringsordningen, så "beräknas exponenter först", så att till exempel
{\displaystyle b^{p^{q}}=b^{(p^{q})}\neq (b^{p})^{q}=b^{(p\cdot q)}=b^{p\cdot q}}.
(Detta gäller oberoende av om man använder det vanliga beteckningssättet med "små upphöjda" exponenter, eller i stället betecknar exponentiering medelst symbolen ^. I datoralgebrasystem gäller alltså normalt tolkningen b^p^q = b^(p^q) ≠ (b^p)^q.)

## Funktioner med potenser
Till viktiga funktionstyper som har sitt ursprung ur potenser räknas
- Potensfunktioner och rotutdragningar
- Polynom
- Exponentialfunktioner och logaritmer